# Lisa Ray
Lisa Ray (Toronto, 4 de Abril de 1972) é uma actriz e ex-modelo canadiana com ascendência polaca, indiana e do Bangladesh. 
É mais conhecida pelos seus papéis no filme de Deepa Mehta nomeado ao óscar Water e nos filmes realizados por Shamim Sarif, The World Unseen e I Can't Think Straight.

## Filmografia
| Ano  | Filme                   | Papel              | Notas                                           |
| ---- | ----------------------- | ------------------ | ----------------------------------------------- |
| 1994 | Hanste Khelte           | Rekha              |                                                 |
| 1996 | Nethaji                 | Priya              |                                                 |
| 2001 | Kasoor                  | Simran Bhargav     |                                                 |
| 2002 | Takkari Donga           | Bhuvana            |                                                 |
| 2002 | Bollywood/Hollywood     | Sue (Sunita) Singh |                                                 |
| 2004 | Ball & Chain            | Saima              |                                                 |
| 2004 | Yuvaraja                | Lovely             |                                                 |
| 2005 | The Standard            | Bollywood Actress  | TV                                              |
| 2005 | Water                   | Kalyani            |                                                 |
| 2005 | Seeking Fear            | Nina Atwal         |                                                 |
| 2006 | The Flowerman           | Louise             |                                                 |
| 2006 | Quarter Life Crisis     | Angel              |                                                 |
| 2006 | A Stone's Throw         | Lia                |                                                 |
| 2007 | I Can't Think Straight  | Tala               |                                                 |
| 2007 | Blood Ties              | Elena              | TV, 1 episódio                                  |
| 2007 | The World Unseen        | Miriam             |                                                 |
| 2007 | All Hat                 | Etta Parr          |                                                 |
| 2008 | Kill Kill Faster Faster | Fleur              |                                                 |
| 2008 | Toronto Stories         | Beth               |                                                 |
| 2008 | The Summit              | Rebecca Downy      | TV Mini-Série                                   |
| 2009 | Somnolence              | Jeany Rodriguez    |                                                 |
| 2009 | Defendor                | Dominique Ball     |                                                 |
| 2009 | Cooking with Stella     | Maya Chopra        |                                                 |
| 2009 | Let the Game Begin      | Eva                |                                                 |
| 2009 | Psych                   | Sita               | TV , Temporada4 Episódio 6 "Bollywood Homicide" |
| 2010 | Trader Games            | Sarah              |                                                 |
| 2010 | 1 a Minute              | Star               |                                                 |
| 2011 | Murdoch Mysteries       | Mirala             | TV series,TV , 1 episódio                       |
| 2011 | Endgame                 | Rosemary Venturi   | TV series                                       |
| 2011 | Patch Town              | Bethany Franks     |                                                 |